# Antefoquer
Anefoquer o Intefiquer (Ini-iti.f-iḳr) va ser un alt funcionari de l'antic Egipte. Va ser governador de Tebes abans de convertit-se en djati de dos faraons de la dinastia XII, Amenemhet I i Senusret I.
| ini | n&t&f | i | q · r |

| ini | n&t&f | i | q · r |

El seu nom apareix en alguns documents de la seva època, que el mostren involucrat en les campanyes militars a Núbia i expedicions al Mar Roig, especialment als papirs de Reisner, trobats per George Andrew Reisner en una tomba de Naga ed-Deir. Entre aquests papirs hi ha diverses cartes d'Antefoquer sobre el material necessari per a obres de construcció a Tinis.
Segons Nicolas Grimal, podria estar involucrat en l'assassinat d'Amenemhet I, fet relatat a la Història de Sinuhé.

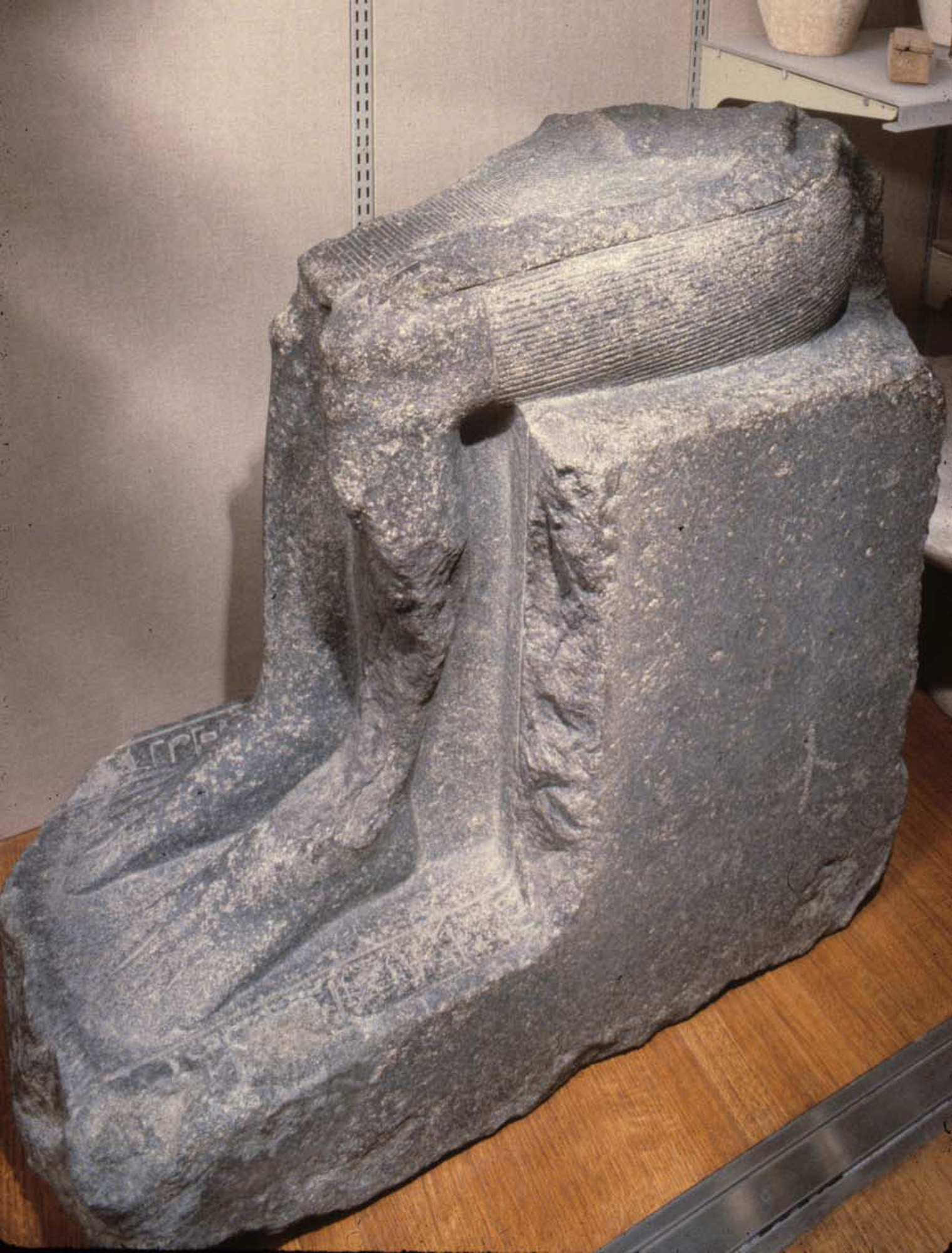
Part baixa d'una estàtua d'Antefoquer. avui al Museu Metropolità de Nova York.

## Tomba

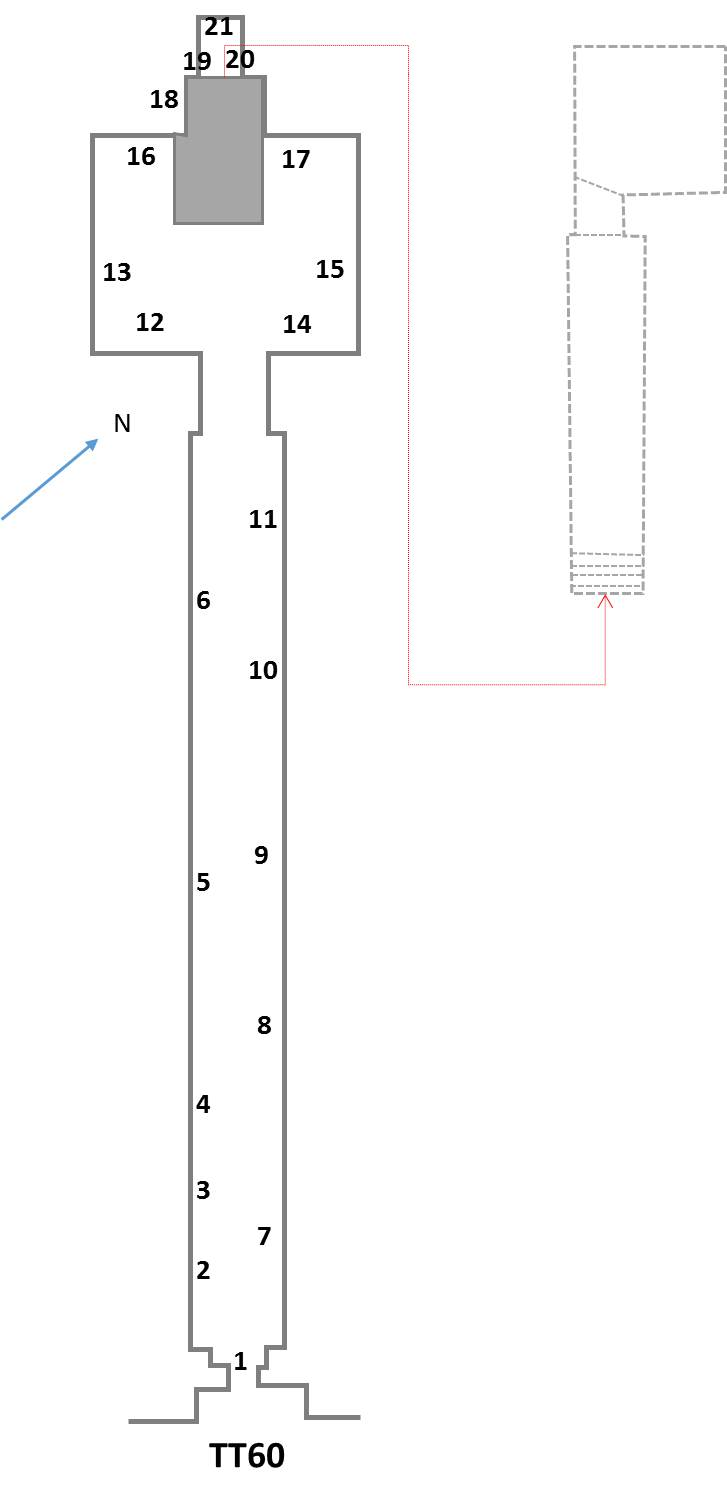
Planta de la tomba TT60.

És el propietari de la tomba TT60, de la necròpolis tebana situada a la Vall dels Nobles (Qurna), on hi va ser enterrada una dona anomenada Senet, la seva mare o esposa. No se sap si ell també hi va ser enterrat o bé a el van sepultar a Lisht, en una mastaba propera a la piràmide d'Amenemhet I.
A la tomba s'hi entra per un llarg corredor que condueix a una sala amb un nínxol des d'on s'accedeix a la cambra mortuòria. Al fons d'una capella hi ha una representació de Senet davant d'una taula d'ofrenes. Altres escenes mostren Anefoquer caçant o amb el faraó Senusret (aquesta gairebé destruïda), i una llista amb els seus títols.